# Ernst Goldschmidt (Widerstandskämpfer)
Ernst Goldschmidt (20. Januar 1904 in Kleve – 1963) war ein deutscher Widerstandskämpfer.

## Leben
Die jüdischen Vorfahren von Ernst Goldschmidt waren seit den 1850er Jahren in Kleve ansässig. Sein Vater Heinrich Goldschmidt war der Besitzer einer Lederfabrik in Kleve. Seine Mutter Lucy (oder Luzie) Offenbacher kam aus Paris. Ernst Goldschmidt studierte Wirtschaftswissenschaften in Frankfurt am Main und trat dort der Kommunistischen Partei bei.
Infolge der Reichstagsbrandverordnung vom 28. Februar 1933 kam Ernst Goldschmidt in „Schutzhaft“ ins Klever Gefängnis, wo er auch eine achtmonatige Gefängnisstrafe wegen des angeblichen Besitzes einer Schusswaffe verbüßen musste. Anschließend wurde er wieder als „Schutzhäftling“ zuerst ins KZ Börgermoor, dann ins Konzentrationslager Esterwegen überführt, wo er den Schriftsteller Carl von Ossietzky kennenlernte.
Nach seiner Entlassung emigrierte er zuerst nach Amsterdam, 1935 nach Belgien. Vom Ausland aus unterstützte er die Rote Hilfe. 1939 geriet er als Staatenloser in Frankreich erneut in Gefangenschaft. Es gelang ihm die Flucht und die Einreise in die Schweiz. Er wurde Redakteur der Exilzeitschrift „Über die Grenzen“ und unterrichtete junge Flüchtlinge in einem Schulungsheim.
In Genf ließ sich Goldschmidt zum Dolmetscher ausbilden. Nach dem Zweiten Weltkrieg nahm Ernst Goldschmidt die belgische Staatsangehörigkeit an und gründete in Brüssel eine Familie.
Im Jahr 1959 sagte er als Zeuge im Prozess um die Ermordung Franz Schneiders aus.
Ernst Goldschmidt starb 1963 an den Folgen einer Operation.

## Ehrungen
In Kleve ist seit 1992 die Ernst-Goldschmidt-Straße, die an den jüdischen Friedhof grenzt, nach ihm benannt.